# Salvador Riera i Planagumà
Salvador Riera i Planagumà (Barcelona, Barcelonès, 1899 - Barcelona, Barcelonès, 26 de setembre de 1970) fou un veterinari català.
Cap dels serveis de Veterinària Municipal de Barcelona, fou el primer president i fundador, el 1960, de l'Acadèmia de Ciències Veterinàries de Barcelona, precedent immediat de l'Acadèmia de Ciències Veterinàries de Catalunya (ACVC). A l'Acadèmia de Ciències Veterinàries de Barcelona es mantingué en el càrrec de president fins al seu decés, el 1970. També fou president d’honor del Col·legi de Veterinaris de Barcelona. Com a publicista expert en clínica bovina, va escriure nombrosos treballs, la majoria de divulgació de les seves experiències en la fisiopatologia bovina. També fou nomenat President d'Honor de l'ACVC.